# محوطه امین‌آباد
محوطه امین آباد مربوط به مفرغ است و در شهرستان اسفراین، بخش مرکزی، دهستان روئین، ۵۰۰ متری جنوب شرق روستای امین آباد واقع شده و این اثر در تاریخ ۲۵ آبان ۱۳۸۷ با شمارهٔ ثبت ۲۳۷۵۳ به‌عنوان یکی از آثار ملی ایران به ثبت رسیده‌است.